# Eleccions al Parlament d'Ucraïna de 2006

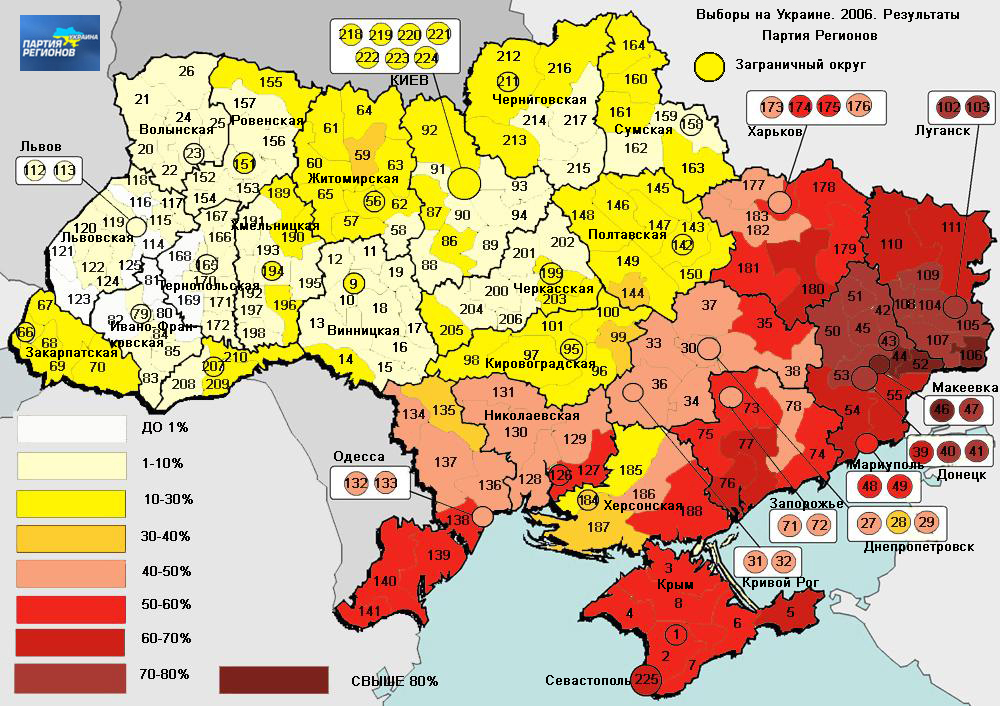
Distribució de vots en els 225 districtes electorals:Partit de les Regions (32,14%)

Les Eleccions al Parlament d'Ucraïna de 2006 es van dur a terme el 26 de març de 2006. La campanya electoral oficialment va començar el 7 de juliol de 2005. Entre el 26 de novembre i fins al 31 de desembre de 2005, es van formar les llistes de candidats dels partits.

## Introducció
L'elecció al parlament ucraïnès, la Rada Suprema, es van dur a terme d'acord amb el sistema de representació proporcional de partits, és a dir, en un simple districte electoral que abasta a tot el país, en el qual es vota més els partits o blocs electorals que als candidats. En la prèvia elecció parlamentària, en l'any 2002, la meitat del parlament es va escollir de forma proporcional, mentre que l'altra meitat va ser triada en districtes electorals de mandat únic.
La constitució es va reformar en el 2005 seguint les negociacions i acords durant les eleccions presidencials ucraïneses de 2004, abolint els districtes d'un sol representant, reemplaçant-los amb una representació proporcional multirepresentativa incrementada. L'esmena de la constitució va entrar en vigor l'11 de gener de 2006, transferint també alguns poders presidencials al parlament, fent a Ucraïna una democràcia parlamentària presidencial. D'acord amb la llei electoral i el sistema adoptat, els partits polítics o blocs electorals necessiten recaptar almenys el 3% dels vots a nivell nacional per a obtenir un escó en el parlament.

## Les votacions

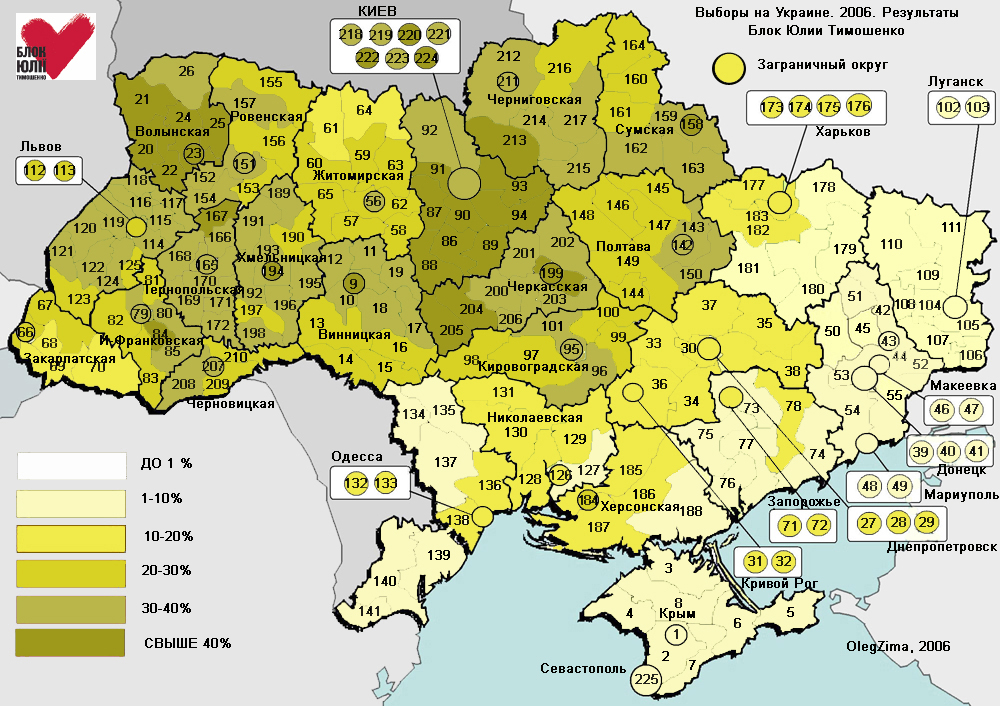
Distribució de vots en els 225 districtes electorals: Bloc Yulia Tymoshenko (22,29%)

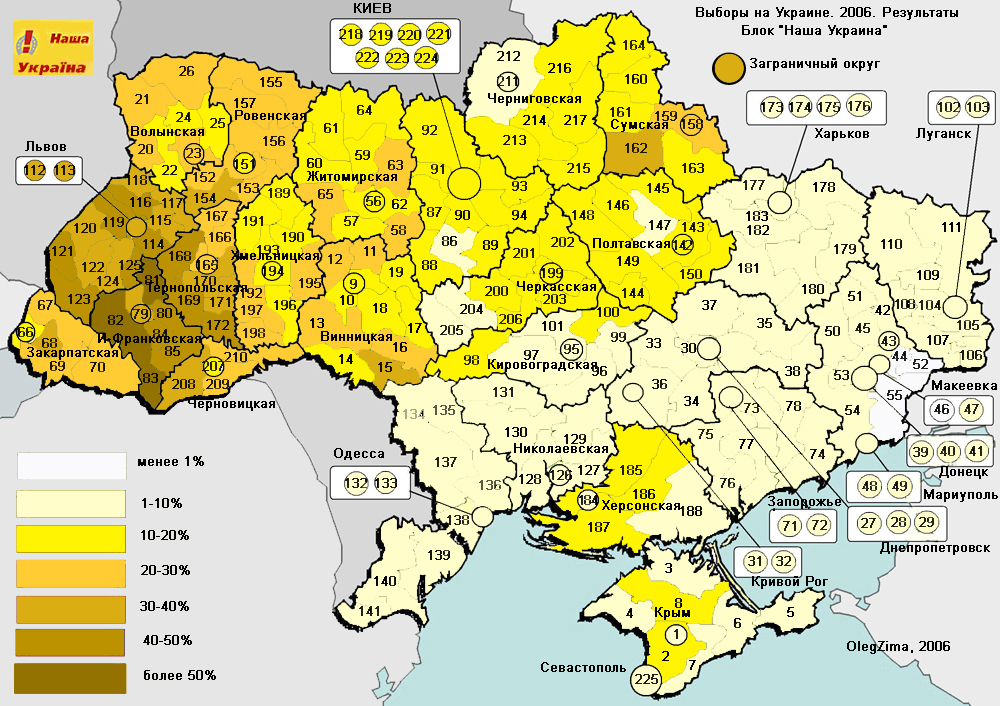
Distribució de vots en els 225 districtes electorals: La Nostra Ucraïna (13,95%)

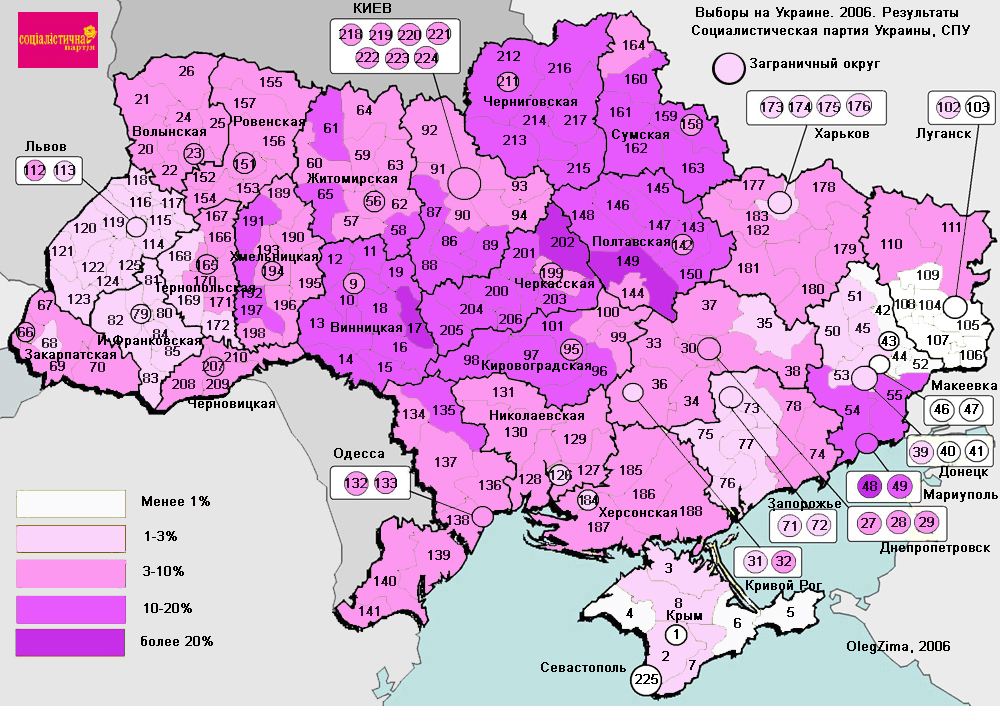
Distribució de vots en els 225 districtes electorals: Partit Socialista d'Ucraïna (5,69%)

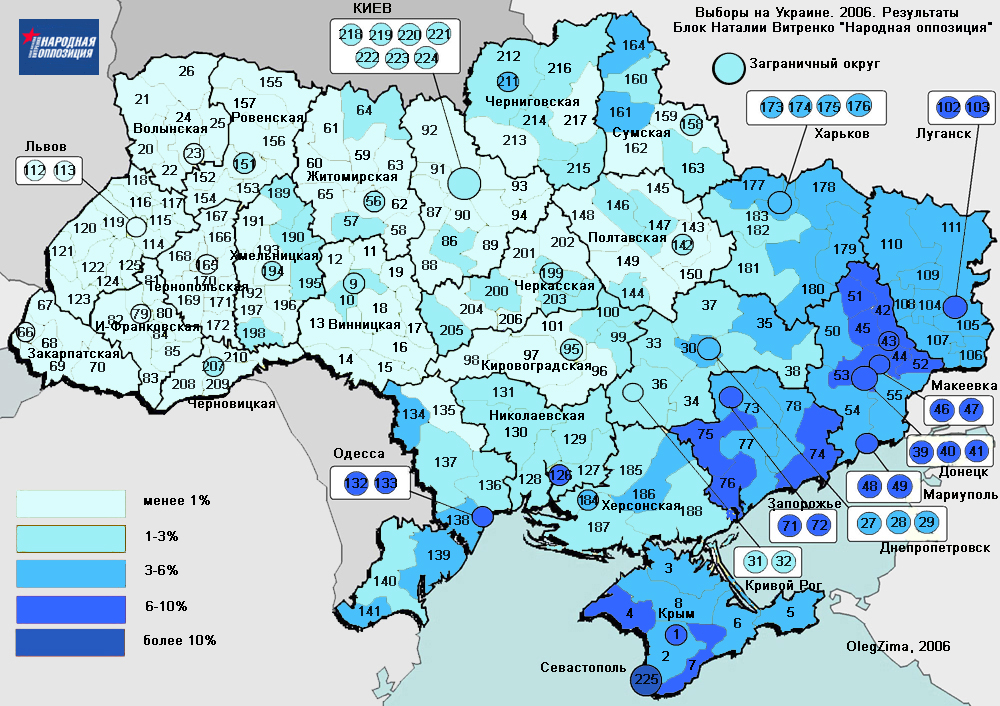
Distribució de vots en els 225 districtes electorals: Oposició Popular Bloc de Natàlia Vitrenko (2,93%)

D'acord amb la Comissió Central Electoral d'Ucraïna, el 67,13% dels votants registrats van participar en les eleccions. El 10 d'abril, la Comissió Central electoral va anunciar els resultats finals del recompte de vots; els resultats es poden veure a la web de la Comissió. Com a resultats electorals, d'un total de 45 partits, només 5 passaren el 3% del llindar electoral establit.
Comparant els resultats amb les Enquestes el dia abans dels comicis, no s'esperava que el partit del president Víktor Iúsxenko, el Bloc La Nostra Ucraïna-Autodefensa Popular, rebés menys del 14% dels vots a nivell nacional, quedant tercer després del Partit de les Regions, i el Bloc Iúlia Timoixenko. Segons els resultats preliminars, el Partit Comunista d'Ucraïna va obtenir menys de 4% dels vots i com a resultat 21 diputats, en comparació al 20% obtingut a les eleccions al Parlament d'Ucraïna de 2002.
El Bloc Popular d'Oposició de Natàlia Vitrenko no va superar el llindar electoral, obtenint el 2,93% dels vots totals registrats, a només el 0,07% del 3%. D'acord amb la llei, el llindar és calculat sobre la base del nombre total de paperetes de vot, incloent les generals de "no-confiança" (per exemple, les paperetes de qui vota "contra tots els partits" presentats). Si aquests vots haguessin estat exclosos del total, el partit de Vitrenko hagués rebut formalment més del 3% dels vots. Les primeres declaracions sobre els resultats de la líder del Bloc d'Oposició, Natàlia Vitrenko, diu que: 
| « | Basada en aquestes dades, la Comissió Central Electoral mostra que el nombre actual de votants com 25 milions 250 mil. D'acord amb les dades de la Comissió Central Electoral, el 2% dels vots són nuls, i el 1,8% són "contra tots", pel que aquests haurien de ser exclosos. La base per al càlcul no hauria de ser més de 24 milions 500 mil; aquest és el 3% dels vots que la Comissió Central Electoral comptabilitza per a deixar fora al Bloc | » |

No obstant això, d'acord amb la llei electoral, l'article 1.4 determina que "els escons seran distribuïts entre els partits (blocs) que obtinguin no menys del 3% dels vots dels votants que han participat en l'elecció".
El grup de partits que no van superar el llindar electoral, com més destacat el Bloc Popular d'Oposició de Natàlia Vitrenko i el Bloc d'Oposició "Ne Tak", van fer reclamacions afirmant que les eleccions havien estat en gran part falsificades, i sol·licitaren un recompte de vots. Informes recents en els mitjans de comunicació indiquen que el president d'Ucraïna també va suggerir que calia un recompte parcial de les paperetes del 26 de març. Si s'havien produït errors significatius en el recompte de vots, seria l'oportunitat del Bloc d'Oposició de Natàlia Vitrenko per a superar el 3% requerit per la llei.
Al voltant del 22% dels votants van donar suport a candidats menors (amb menys del 3%); aquests partits no obtindrien representació a causa del mètode electoral usat de representació proporcional amb un llindar electoral.
Després de la primera reunió parlamentària el 25 de maig de 2006, van tenir lloc llargues negociacions per a la formació de la coalició governant. S'arribà a un acord de la 'Coalició Taronja' entre (1) Bloc Iúlia Timoixenko, (2) Bloc La Nostra Ucraïna, i (3) Partit Socialista d'Ucraïna per a formar govern el 22 de juny. El pacte de coalició va ser signat després pel President d'Ucraïna Víktor Iúsxenko superant les seves reticències al fet que Iúlia Timoixenko fos primera ministra. El pacte es va trencar quan els socialistes van decidir crear una coalició amb el Partit Comunista i el Partit de les Regions. El líder dels socialistes Oleksander Moroz, va ser escollit President de la Rada Suprema el 6 de juliol. Víktor Ianukòvitx va ser nomenat primer ministre el 4 d'agost, amb el suport del bloc rival 'La nostra Ucraïna', després de l'acord de partits per a les principals polítiques estatals expressada en la Proclama Universal d'Unitat Nacional

## Enquestes el dia abans dels comicis
D'acord amb els primers sondejos, els quals anaven al capdavant eren el Partit de les Regions amb el 34%, i el Bloc Iúlia Timoixenko amb el 24%, igual que la Unió Popular la Nostra Ucraïna del President Iúsxenko. Dues altres forces polítiques s'asseguraven el pas de la barrera del 3%, el Partit Socialista d'Ucraïna liderat per Oleksander Moroz i el bloc de l'aleshores portaveu de la Rada Suprema, Volodímir Litvín (basat en l'antic Partit Agrari Ucraïnès, reanomenat Partit Popular).
El Partit Comunista d'Ucraïna, a poc a poc comença a rebre menys i menys vots en cada elecció (25% en 1998, 20% en 2002), s'espera que continuï el declivi en el suport dels votants. Pocs partits van presentar més de 400 candidats, i cap partit per si sol ha aconseguit que s'escullin més de 200 membres. Per a formar govern, la constitució ucraïnesa estableix que els partits hagin de coalició amb dos o més blocs de vots dintre del primer mes següent a la declaració dels resultats.

## Reacció internacional
D'acord amb el canal àrab Al Jazeera, el Partit de les Regions al·lega que les eleccions generals van estar plagades d'irregularitats i una deficient organització en el moment dels primers resultats. Però, tot i reconèixer alguns problemes organitzatius, la majoria dels partits i observadors occidentals certificaren majoritàriament la transparència de la votació.
El periòdic rus Izvestia va predir que a Ucraïna es podia esperar més inestabilitat política i empitjorament de la situació econòmica., D'acord amb la revista russa Gazeta.ru, Timoixenko, Iúsxenko i els socialistes podien formar coalició. Iúlia Timoixenko estava segura de poder ser primera ministra. Iúsxenko i el president georgià Saakichviki es van felicitar per la seva victòria.
D'acord amb la publicació russa RIAN, Timoixenko prometia reconsiderar l'acord del gas rus-ucraïnès. El Washington Post informava que el partit de Iúsxenko ha estat enfonsat en la humiliació del tercer lloc a les eleccions parlamentàries, i el partit pro-rus de l'home derrotat a les presidencials 16 mesos abans, apareixia al capdavant amb una clara victòria, d'acord amb els primers sondejos. El Partit de les Regions, liderat per Víktor Ianukòvitx, que havia estat derrotat per Iúsxenko el 2004 després de massives protestes del carrer conegudes com la Revolució Taronja, s'assegura el 33,3% dels vots, d'acord amb un sondeig. El segon sondeig electoral, donà al seu partit el 27,5%.
El 27 de març, la cadena àrab Al Jazeera anuncià que Iúlia Timoixenko, l'antiga Primera Ministra, havia aconseguit el triomf a les eleccions parlamentàries amb el seu propi bloc, col·locant-se segona, i amb possibilitats de formar coalició de govern. El pro-rus Partit de les Regions, de Víktor Ianukòvitx, va guanyar més escons, però Timoixenko emergí com una figura política rejovenida, dient que la liberal "Revolució Taronja" podia arribar a prou per a deixar al partit pro-rus en l'oposició. Els resultats van ser una doble humiliació per al president Iúsxenko.
D'acord amb la publicació russa online, Lenta.ru, els seguidors del partit de Vitrenko van plantar botigues i van començar a boicotejar les afirmacions de la Comissió Electoral Central d'Ucraïna amb protestes per suposades violacions. D'acord amb l'agencia Interfax-Ukraine, la majoria de les botigues estaven buides.

## Tabla de resultats
Resum de les eleccions al Parlament Ucraïnès de 26 de març de 2006. Resultats Finals
| Partits y Blocs (partits i blocs amb almenys el 0,3% dels vots a nivell nacional) | Vots       | %     | Escons |
| Partit de les Regions (Партія регіонів) | 8.148.745  | 32,14 | 186    |
| Bloc Iúlia Timoixenko (Блок Юлії Тимошенко) - Unió Panucraïnesa “Pàtria” (Всеукраїнське об'єднання "Батьківщина") - Partit Social Demòcrata d'Ucraïna (Українська Соціал-Демократична Партія) | 5.652.876  | 22,29 | 129    |
| Bloc Nostra Ucraïna (Блок Наша Україна) - Unió Popular la Nostra Ucraïna (Народний союз "Наша Україна") - Partit dels Industrials i Empresaris d'Ucraïna (Партія промисловців і підприємців України) - Moviment Popular d'Ucraïna (Народний рух України) - Unió Demòcrata-Cristiana (Християнсько-демократичний союз) - Partit Republicà Ucraïnès "Assemblea" (Українська Народна Партія Собор) - Congrés dels Nacionalistes Ucraïnesos (Конгрес Українських Націоналістів) | 3.539.140  | 13,95 | 81     |
| Partit Socialista d'Ucraïna (Соціалістична партія України) | 1.444.224  | 5,69  | 33     |
| Partit Comunista d'Ucraïna (Комуністична партія України) | 929.591    | 3,66  | 21     |
| Bloc d'Oposició Popular Natàlia Vitrenko (Блок Наталії Вітренко Народна Опозиція) - Partit Socialista Progressista d'Ucraïna (Прогресивна соціалістична партія України) - Partit Unió Russo-Ucraïnesa (Партія "Русько-Український Союз (Русь)") | 743.704    | 2,93  | 0      |
| Bloc Popular Litvín (Народний блок Литвина ) - Partit Popular (Народна Партія) - Partit Panucraïnès de l'Esquerra "Justícia" (Партія Всеукраїнського Об'єднання Лівих "Справедливість") - Partit Democràtic Camperol d'Ucraïna (Українська Селянська Демократична Партія) | 619.905    | 2,44  | 0      |
| Bloc Nacional Ucraïnès de Kostenko i Plyushch (Український Народний Блок Костенка і Плюща) - Partit de Camperols Lliures i Empresaris d'Ucraïna (Партія Вільних Селян і Підприемців України) - Partit Polític "Catedral Ucraïna" (Політична Партія "Україна Соборна") - Partit Popular Ucraïnès (Українська Народна Партія) | 476.155    | 1,87  | 0      |
| Vitxe (Віче) | 441.912    | 1,74  | 0      |
| "Bloc PORA - Partit de Reformes i Ordre" (Блок Пора-Партія Реформи і Порядок) - Pora (Пора!) - Partit Reformes i Ordre (Партія Реформи і Порядок) | 373.478    | 1,47  | 0      |
| Bloc Opositor "Ne Tak" (Опозиційний Блок "Не Так") - Partit Social Demòcrata Unit d'Ucraïna (Соціал-демократична партія України (об'єднана)) - Partit Republicà d'Ucraïna (Республіканська Партія України) - Dones per al Futur Unió Política Panucraïnesa (Жінки за Майбутнє) - Partit Polític "Unió de Centre Panucraïnès" (Всеукраїнський Союзний Центр) | 257.106    | 1,01  | 0      |
| Partit "Renaixement" (Партія "Відродження") | 245.188    | 0,96  | 0      |
| Bloc de Iuri Karamazin (Блок ЮРІЯ КАРМАЗІНА) | 165.881    | 0,65  | 0      |
| Partit Verd d'Ucraïna (Партія Зелених України) | 137.858    | 0,54  | 0      |
| Partit Nacional Democràtic d'Ucraïna (Bloc NDP) (Блок НДП) | 126.586    | 0,49  | 0      |
| Partit de Protecció Ambiental "EKO+25%" (Політична партія "Партія екологічного порятунку "ЕКО+25%") | 120.238    | 0,47  | 0      |
| Partit Ucraïnès "Planeta Verd" (Українська партія "Зелена планета") | 96.734     | 0,38  | 0      |
| Unió Panucraïnesa "Llibertat" (Всеукраїнське об’єднання "Свобода") | 91.321     | 0,36  | 0      |
| Partit Camperol d'Ucraïna (Селянська партія України) | 79.160     | 0,31  | 0      |
| Bloc de Lazarenko ("Блок Лазаренка") | 76.950     | 0,30  | 0      |
| Altres (menys del 0,30%) | 645.383    | 2,58  | 0      |
| Contra tots | 449.650    | 1,77  | -      |
| Paperetes invalidades | 490.595    | 1,93  | -      |
| Total | 25.352.380 | 100   | 450    |
| Font: Comissió Electoral Central d'Ucraïna (anglès) |            |       |        |